# IAR-817
IAR-817 byl rumunský víceúčelový, jednomotorový letoun postavený v polovině 50. let v Rumunsku. První let se uskutečnil v roce 1955.

## Vznik a vývoj
V roce 1955 byl prototyp nového užitkového letounu IAR-817 poprvé zalétán. Byl vyroben v továrně Uzinele de reparatii material volant (URMV-3) v Brašově. Továrna URMV-3 byla vytvořena v závodě vyrábějícím traktory (Sovromtractor). Stala se nástupcem a nachází se na místě leteckého závodu Industria Aeronautică Română. Na vzniku nového letounu se podílel i Ústav aplikované mechaniky Rumunské akademie věd. Konstrukční tým vedl ing. Radu Manicatide (1912-2004).

## Popis letounu
Jednalo se o jednomotorový hornoplošník s podpěrným trupem svařované ocelové trubkové konstrukce a dřevěnými křídly potaženými impregnovanou látkou. Měl pevný tříkolový podvozek. Letoun byl poháněn jedním vzduchem chlazeným šestiválcovým invertním řadovým motorem Walter Minor 6-III o výkonu 120 kW (160 k).
Sanitní verze IAR-817S vstoupila do výroby v roce 1957. Ambulantní verze měla v kabině jedno nosítko a místa pro jednoho sedícího zraněného a pro doprovodnou osobu.
Tento typ IAR-817 se stal základem pro modernizovaný typ IAR-818, který se vyráběl od roku 1961.

## Provoz
Letoun byl využíván v zemědělství, pro tréninkové seskoky parašutistů, jako spojovací letoun a později jako sanitní letoun (IAR-817S). Celkem bylo imatrikulováno přes 30 letadel. Jeden z letounů IAR-817S (YR-ASR) provozovaný společností Aviasan havaroval při vzletu z letiště Suceava a ulomil si kolo podvozku. Incident se odehrál bez zranění.

## Specifikace
Údaje dle zdroje

### Technické údaje
- Osádka: 1-2
- Kapacita: 4-5 cestujících
- Rozpětí: 12,6 m
- Délka: 9,8 m
- Výška: 3,4 m
- Plocha křídla (nosná plocha): 25,4 m²
- Hmotnost prázdného letadla: 800 kg
- Vzletová hmotnost: 1150 kg
- Pohonná jednotka: 1 x Walter Minor 6-III, 6válcový invertní vzduchem chlazený řadový pístový motor
- Výkon: 118 kW (160 k) při 2300 ot/min
- Vrtule: 2listá vrtule s proměnným stoupáním

### Výkony
- Maximální rychlost: 175 km/h
- Cestovní rychlost: 145 km/h
- Min. rychlost letu (přistávací rychlost): 70 km/h
- Dostup: 3 000 m
- Rychlost stoupání: 1000 m za 7 minut 30 vteřin, 133 m/min
- Dolet: 560-930 km
- Délka vzletu: 150-80 m
- Délka přistání: 60 m

### Související stránky
- Industria Aeronautică Română
- Walter Minor 6